# Eleição municipal de Parauapebas em 2016
A eleição municipal de Parauapebas em 2016 foi realizada para eleger um prefeito, um vice-prefeito e 15 vereadores no município de Parauapebas, no estado brasileiro do Pará. Foram eleitos Darci Jose Lermen (Movimento Democrático Brasileiro) e Sergio Balduino de Carvalho para os cargos de prefeito(a) e vice-prefeito(a), respectivamente. 
Seguindo a Constituição, os candidatos são eleitos para um mandato de quatro anos a se iniciar em 1º de janeiro de 2017. A decisão para os cargos da administração municipal, segundo o Tribunal Superior Eleitoral, contou com 149 584 eleitores aptos e 18 263 abstenções, de forma que 12.21% do eleitorado não compareceu às urnas naquele turno. 

## Resultados

### Eleição municipal de Parauapebas em 2016 para Prefeito
A eleição para prefeito contou com 5 candidatos em 2016: Marcelo Aires Marques do Democratas (Brasil), Darci Jose Lermen do Movimento Democrático Brasileiro (1980), Hipolito Constâncio da Silva Reis Neto do Partido Renovador Trabalhista Brasileiro, Valmir Queiroz Mariano do Partido Social Democrático (2011), Francisco Alves de Souza do Partido Popular Socialista que obtiveram, respectivamente, 16 276, 52 049, 2 226, 47 918, 5 846 votos. O Tribunal Superior Eleitoral também contabilizou 12.21% de abstenções nesse turno.
| Candidato(a)                                  | Vice                            | Coligação                                  | Votos recebidos | Percentual |
| --------------------------------------------- | ------------------------------- | ------------------------------------------ | --------------- | ---------- |
| Darci Jose Lermen (MDB)                       | Sergio Balduino de Carvalho     | Parauapebas da Oportunidade                | 52049           | 41.87%     |
| Valmir Queiroz Mariano (PSD)                  | João José Trindade              | Trabalho e Desenvolvimento                 | 47918           | 38.55%     |
| Marcelo Aires Marques (DEM)                   | José Roberto Bezerra Nascimento | Liberta Parauapebas                        | 16276           | 13.09%     |
| Francisco Alves de Souza (PPS)                | Jussara Helena Barbosa Jordy    | Partido Popular Socialista (sem coligação) | 5846            | 4.7%       |
| Hipolito Constâncio da Silva Reis Neto (PRTB) | Elton de Barros Braga           | Parauapebas um Novo Tempo!                 | 2226            | 1.79%      |

### Eleição municipal de Parauapebas em 2016 para Vereador
Na decisão para o cargo de vereador na eleição municipal de 2016, foram eleitos 15 vereadores com um total de 127 103 votos válidos. O Tribunal Superior Eleitoral contabilizou 2 231 votos em branco e 1 987 votos nulos. De um total de 149 584 eleitores aptos, 18 263 (12.21%) não compareceram às urnas.
| Nome                                | Partido político                               | Coligação                                           | Votos recebidos | Percentual |
| ----------------------------------- | ---------------------------------------------- | --------------------------------------------------- | --------------- | ---------- |
| Zacarias de Assunção Vieira Marques | Partido da Social Democracia Brasileira (PSDB) | Parauapebas é Maior                                 | 2963            | 2.33%      |
| Ivanaldo Braz Silva Simplicio       | Partido da Social Democracia Brasileira (PSDB) | Parauapebas é Maior                                 | 2893            | 2.28%      |
| José Marcelo Alves Filgueira        | Partido Social Cristão (PSC)                   | Unidos pelo Progresso                               | 2859            | 2.25%      |
| Elias Ferreira de Almeida Filho     | Partido Socialista Brasileiro (PSB)            | Juntos por uma Parauapebas Melhor                   | 2186            | 1.72%      |
| Joel Pedro Alves                    | Democratas (DEM)                               | Parauapebas Quer o Novo                             | 2156            | 1.7%       |
| João Assi                           | Partido Verde (PV)                             | Parauapebas Que Eu Quero                            | 2093            | 1.65%      |
| José Franscisco Amaral Pavão        | Partido da Social Democracia Brasileira (PSDB) | Parauapebas é Maior                                 | 2026            | 1.59%      |
| Joelma de Moura Leite               | Partido Social Democrático (PSD)               | Partido Social Democrático (sem coligação)          | 1720            | 1.35%      |
| Luiz Alberto Moreira Castilho       | Partido Republicano da Ordem Social (PROS)     | Partido Republicano da Ordem Social (sem coligação) | 1640            | 1.29%      |
| Eliene Soares de Sousa              | Movimento Democrático Brasileiro (MDB)         | Juntos Somos Mais Fortes                            | 1600            | 1.26%      |
| Maridé Gomes da Silva               | Partido Social Cristão (PSC)                   | Unidos pelo Progresso                               | 1579            | 1.24%      |
| Antonio Horacio Martins Filho       | Partido Social Democrático (PSD)               | Partido Social Democrático (sem coligação)          | 1364            | 1.07%      |
| Francisca Ciza Pinheiro Martins     | Democratas (DEM)                               | Parauapebas Quer o Novo                             | 1353            | 1.06%      |
| Kelen Adriana Costa Coelho Mesquita | Partido Trabalhista Brasileiro (PTB)           | Parauapebas no Rumo Certo                           | 1306            | 1.03%      |
| Jose das Dores Couto                | Movimento Democrático Brasileiro (MDB)         | Juntos Somos Mais Fortes                            | 1068            | 0.84%      |